# Campeonato Europeo de Bádminton de 2028
El XXXIII Campeonato Europeo de Bádminton se celebrará en España en el año 2028 bajo la organización de Badminton Europe (BE) y la Federación Española de Bádminton.